# Baryceros tibiator
Baryceros tibiator là một loài tò vò trong họ Ichneumonidae.